# 大湖厝
大湖厝，是臺灣彰化縣埤頭鄉的一個傳統地域名稱，位於該鄉西部偏南地帶。相較於今日行政區，其範圍大致與大湖村相近。

## 歷史
台灣清治末期至日治初期，三塊厝地區為一街庄，稱為「三塊厝庄」，隸屬於東螺西堡。該庄北與小埔心庄為鄰，東與三塊厝庄、斗六甲庄為鄰，南邊為路口厝庄，西邊為五庄仔庄，西北邊為𥕟磘庄。
1901年（日治明治三十四年）11月，全台廢縣廳改設二十廳，該庄隸屬於彰化廳。1903年（明治三十六年）6月，該庄編入「小埔心區」，隸屬於彰化廳。1909年（明治四十二年）10月，合併二十廳為十二廳，小埔心區改隸屬於臺中廳。1920年（大正九年），廢廳、支廳、區、街庄（舊制）改設州、郡、街庄（新制）、大字，該庄改制為「三塊厝」大字，隸屬於臺中州北斗郡埤頭庄。
戰後埤頭庄改制為埤頭鄉，隸屬於臺中縣，大字亦改制為村。1950年10月，中、彰、投分治，埤頭鄉改隸屬彰化縣。

## 聚落
本地區發展較早的聚落為位於西南部的主聚落大湖厝（大湖），在日治期初期的官方地圖上已有記載。此外，本地區尚有公館、十戶子、下四戶、六戶、新厝（上四戶）等聚落。

## 交通
省道台19線（東環路二段～一段、中央路）又稱「中央公路」，是彰化至台南永康的幹道，其繞過埤頭市區的東側外環道大致東微北—西微南走繞彎道轉東南東—西北西走向經過本地區北部，再轉東北—西南走向回到本線經過本地區西北部。由該道路向東微北繞大彎轉西北再轉北北東可前往溪湖、埔鹽、福興東南端、秀水等地，向西南可前往竹塘、二崙、崙背、土庫西北端、褒忠等地。
縣道145號（彰水路二段～一段）是埤頭至六腳鄉港尾寮的道路，大致以北微東—南微西走向經過本地區東部近邊界地帶，並與省道台19線交會於本地區東北部。由該道路向北微東可前往埤頭市區並止於縣道150號路口，向南微西轉南南東再轉南南西可前往西螺、虎尾、土庫、元長等地。
鄉道彰184線（上四戶至斗六甲無名道路）是四戶子至溪墘厝的道路，其西側端點位於本地區東部近邊界地帶中央偏南的彰水路二段（縣道145號）135號清華合板公司旁丁字路口。由此向東出境後，可前往斗六甲、溪墘厝西北部、溪墘厝與新庄子交界地帶並止於縣道152號路口。

## 學校
- 大湖國小